# Wang Chengyi
Wang Chengyi (n. 17 iulie 1983, Xiangshan County⁠(d), Zhejiang, Republica Populară Chineză) este o trăgătoare de tir ce a reprezentat Republica Populară Chineză, medaliată olimpică. A participat la o ediție a Jocurilor Olimpice (2004) în care a câștigat o medalie de bronz.